# El Camalote, San Agustín Loxicha
El Camalote är en ort i Mexiko.   Den ligger i kommunen San Agustín Loxicha och delstaten Oaxaca, i den sydöstra delen av landet, 500 km sydost om huvudstaden Mexico City. El Camalote ligger 329 meter över havet och antalet invånare är 1 046.
Terrängen runt El Camalote är huvudsakligen kuperad, men norrut är den bergig. Runt El Camalote är det ganska glesbefolkat, med 39 invånare per kvadratkilometer. Närmaste större samhälle är San Agustín Loxicha, 16,0 km norr om El Camalote. I omgivningarna runt El Camalote växer huvudsakligen savannskog.